# 立陶宛的名稱

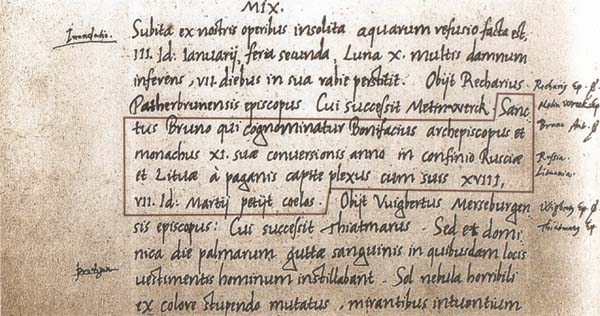
1009年首次提及立陶宛這個名詞的手稿

第一個已知最早紀錄立陶宛（立陶宛語：Lietuva）這個名稱的是1009年3月9日在奎德林堡編年史（拉丁語：Annales Quedlinburgenses）中的聖布魯諾故事。 編年史記錄了立陶宛古教會斯拉夫語詞的拉丁化形式- Литва ( Litva ) (拉丁化形式：Litva )  (發音為[litua] )。雖然很明顯這個名字起源於波羅的海語言， 學者們仍在爭論這個詞的含義。

## 延伸閱讀
- Zigmas Zinkevičius. Lietuvių tautos kilmė. Vilnius, 2005.